# Ion Coteanu
Ion Coteanu (ur. 6 października 1920 w Bukareszcie, zm. 11 grudnia 1997) – rumuński językoznawca, od 1974 r. członek tytularny Academia Română.

## Publikacje (wybór)
- Cum dispare o limbă (istroromâna), Bukareszt, Editura Științifică, 1957
- Româna literară și problemele ei principale, Bukareszt, Editura Științifică, 1961
- Elemente de dialectologie a limbii române, Bukareszt, Editura Științifică, 1961
- Elemente de lingvistică structurală, Bukareszt, Editura Științifică, 1967
- Morfologia numelui în limba română (româna comună), Bukareszt, Editura Academiei, 1969
- Stilistica funcțională a limbii române, vol. I–II, Bukareszt, Editura Academiei, 1973–1985